# فیاضی (آبادان)
فیاضی، روستایی از توابع بخش مرکزی شهرستان آبادان در استان خوزستان ایران است.

## جمعیت
این روستا در دهستان بهمنشیر شمالی قرار دارد و براساس سرشماری مرکز آمار ایران در سال ۱۳۹۵، جمعیت آن ۲،۲۲۵ نفر (۶۱۴ خانوار) بوده‌است.